# Vilhivți, Horodenka
Vilhivți (în ucraineană Вільхівці) este o comună în raionul Horodenka, regiunea Ivano-Frankivsk, Ucraina, formată numai din satul de reședință.

## Demografie
Componența lingvistică a comunei Vilhivți
     Ucraineană (99,68%)
     Alte limbi (0,32%)
Conform recensământului din 2001, majoritatea populației comunei Vilhivți era vorbitoare de ucraineană (99,68%), existând în minoritate și vorbitori de alte limbi.